# Park Narodowy Ku-ring-gai Chase
Park Narodowy Ku-ring-gai Chase (ang. Ku-ring-gai Chase National Park) – park narodowy w pobliżu Sydney, w stanie Nowa Południowa Walia, w Australii. Teren parku obejmuje tereny o różnorodnym krajobrazie obejmującym busz, piaskowce i wybrzeże morskie. Na terenie parku wytyczone są ścieżki na spacery piesze i konne oraz miejsca na pikniki. Przez teren parku przepływa rzeka Hawkesbury meandrując malowniczo między skałami piaskowca na których zachowały się liczne naskalne ryciny wykonane przez Aborygenów.

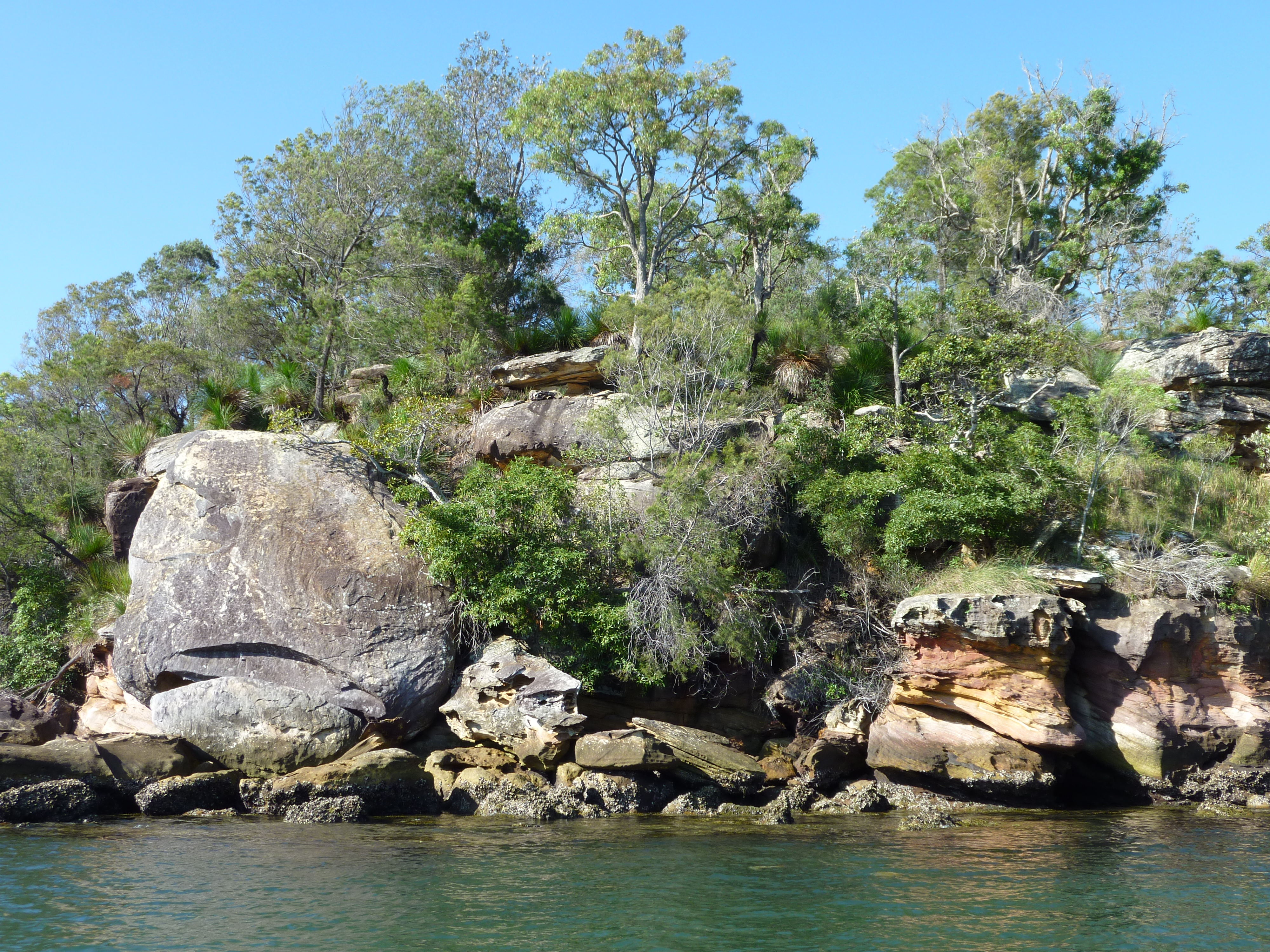
Piaskowce nad rzeką Hawkesbury